# Lurago Marinone
Lurago Marinone (lombardul: Luragh Marinon) település Olaszországban, Lombardia régióban, Como megyében. Lakosainak száma 2576 fő (2023. január 1.). Lurago Marinone Carbonate, Fenegrò, Limido Comasco, Veniano, Appiano Gentile és Mozzate községekkel határos.

## Népesség
A település lakossága az elmúlt években az alábbi módon változott:
| Lakosok száma | 2579 | 2585 | 2576 |
|               | 2017 | 2018 | 2023 |